# 东郊街道 (宁波市)
东郊街道，是中华人民共和国浙江省宁波市鄞州区下辖的一个乡镇级行政单位。因地处市区东部郊区而得名:216。

## 历史
唐朝时属鄮县，宋、元、明属鄞县，清朝时属东安乡白檀里甬东隅、老界乡赤城里、手界乡赤城里，嘉庆元年（1796年）属鄞县盐梅乡、高嘉乡、首南乡，1919年属盐梅区、高嘉区、首南区，1927年属宁波市第四区，1932年属鄞县城区第四区谨慎乡，1935年属鄞县江东镇，1949年属江东区惊驾乡、王隘乡，1951年8月属宁波市郊区，1956年6月惊驾乡、王隘乡合并为东郊乡，年底鄞县首南乡宁丰村划入东郊乡，1958年10月改为甬江人民公杜东郊管理区，1978年4月改为东郊人民公杜，1982年2月惊驾居民区、东升居民区、戎家居民区划归东胜街道，周宿渡居民区、王隘居民区划归镇安街道，舟孟居民区划归百丈街道，1983年6月改为东郊乡，1984年1月划入江东区，鄞县潘火乡仇毕村、矮柳村划入东郊乡:23，2002年3月撤乡设立东郊街道:216:34-35，2016年9月划归鄞州区管辖。

## 行政区划
东郊街道下辖以下地区：
仇毕社区、宁丰社区、海悦社区、江丰社区、横石桥社区